# Imre Steindl
Imre Steindl (węg. Steindl Imre, słow. Imrich Steindl; ur. 29 października 1839 w Peszcie  – zm. 31 sierpnia 1902 w Budapeszcie) – węgierski architekt. Przedstawiciel eklektyzmu w architekturze. Jego głównym dziełem jest gmach parlamentu węgierskiego w Budapeszcie.

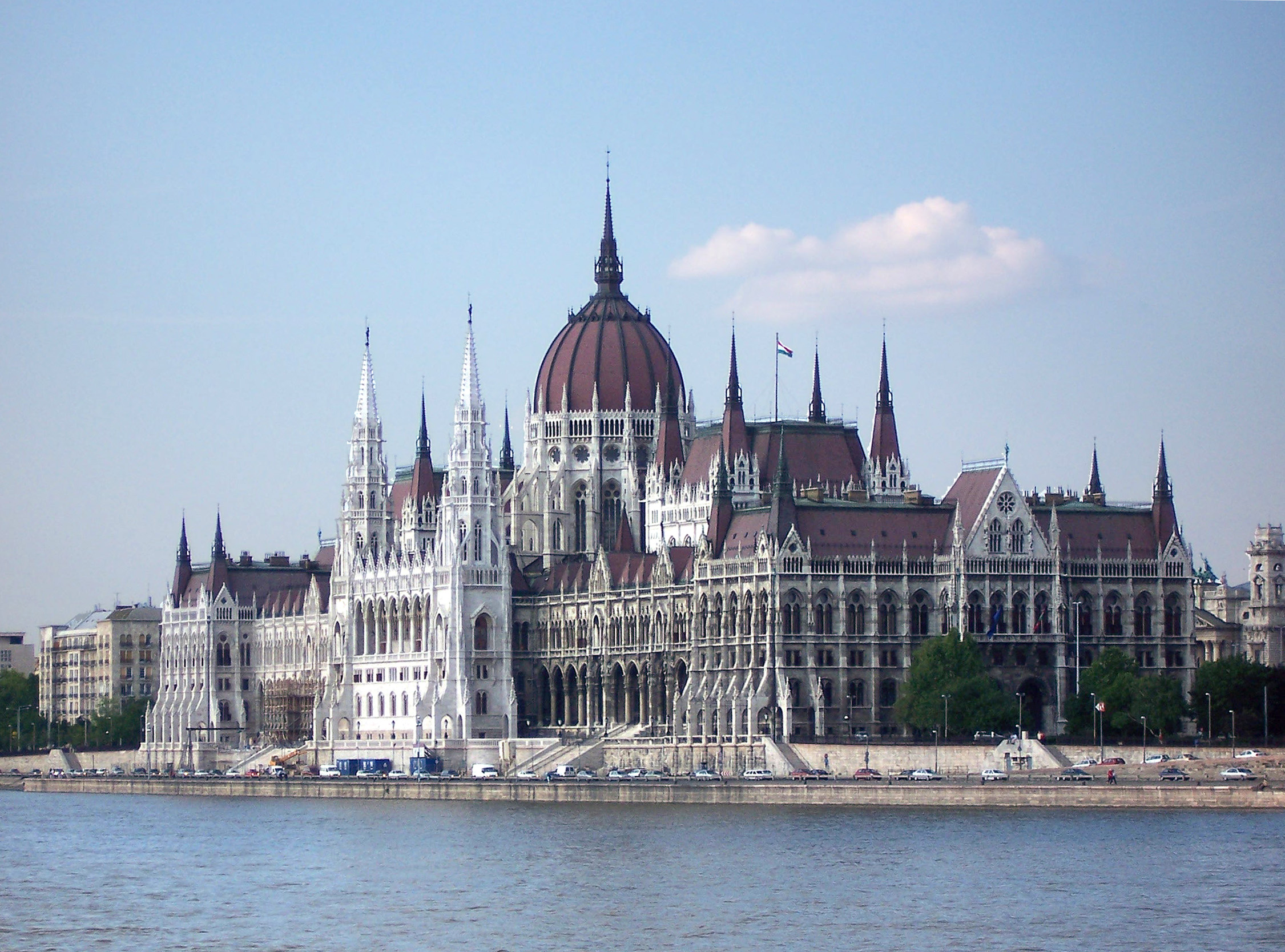
Gmach parlamentu węgierskiego w Budapeszcie